# Эдьэд, Кристина
Кристина Эдьэд (венг. Krisztina Egyed; род. 26 августа 1976 года, в Будапеште, Венгрия) — венгерская конькобежка. Участница зимних Олимпийских игр 1992, 1994, 1998 и 2002 годов, 28-кратная чемпионка Венгрии и 6-кратная призёр чемпионата Венгрии, 50-кратная рекордсменка Венгрии. Выступала за клуб "Rozmaring SE" (Будапешт).

## Биография
Кристина родилась в спортивной семье. Её мама Эдит Мато в прошлом была фигуристкой в танцах на льду и поэтому подала пример своей дочке. Уже в возрасте 2-х лет Кристина встала на коньки, когда была в гостях у бабушки. В 5 лет она стала заниматься фигурным катанием, но через год увидела по телевизору соревнования по конькобежному спорту и попросила маму перевести её в эту секцию. Так в возрасте 6-ти лет она стала тренироваться у тренера Гёргеньи Андраста и параллельно занималась двумя видами спорта. Однако в конце 1982 года ушла из фигурного катания полностью.
В 1986 году в возрасте 9-ти лет Кристина впервые участвовала на юниорском чемпионате Венгрии в младшей возрастной категории, а через год выиграла многоборье на молодёжном чемпионате страны и держала первенство до 1990 года включительно. На взрослом чемпионате она стартовала в 1989 году и уже через год заняла 2-е место в спринте, а также 1-е на дистанции 500 м и 2-е места в забегах на 1500 и 5000 м. Начиная с 1991 года и до конца своей карьеры Кристина выигрывала все чемпионаты Венгрии в многоборье и спринте, выиграв в общей сложности 23 Национальных чемпионата.
В 1991 году она дебютировала на спринтерском чемпионате мира, заняв там 26-е место, а с 1992 года и по 1996 год участвовала на чемпионате мира среди юниоров в многоборье и лучшее 9-е место заняла в 1996 году. В 1992 году также дебютировала и на зимних Олимпийских играх в Альбервиле, где заняла 32-е места на дистанциях 500 и 1500 м и 34-е на 1000 м. С 1993 года Кристина участвовала на Кубке мира, а в 1994 году на своих вторых зимних Олимпийских играх в Лиллехаммере заняла 30-е место в беге на 500 м и 34-е на 1000 м. В 1996 году на спринтерском чемпионате мира поднялась на 23-е место. 
В 1997 году она дебютировала на чемпионате Европы в Херенвене и заняла 18-е место в многоборье. На чемпионате мира в классическом многоборье финишировала 24-й. В 1998 году стала 14-й на чемпионате Европы и 30-е на спринтерском чемпионате мира. В феврале Кристина была знаменосцем сборной на открытии третьих зимних Олимпийских игр в Нагано. Там она поднялась на 23-е место в беге на 1000 м, заняла 27-е на 1500 м и 30-е на 500 м. Через год заняла 15-е место на чемпионате Европы и 28-е в многоборье на чемпионате мира по спринту. В марте впервые участвовала на чемпионате мира на отдельных дистанциях, где заняла 18-е место в забеге на 1000 м и 23-е на 3000 м.
В 2000 году Кристина стала 13-й в многоборье на чемпионате Европы в Хамаре, следом заняла 26-е место на спринтерском чемпионате мира и на чемпионате мира на отдельных дистанциях заняла 18-е место на дистанции 1000 м и 21-е на 1500 м. В 2001 году на домашнем чемпионате мира в классическом многоборье в Будапеште заняла 19-е место. В 2002 году она заняла 20-е место на чемпионате Европы в Эрфурте и 31-е на чемпионате мира по спринту. В феврале на зимних Олимпийских играх в Солт-Лейк-Сити заняла 23-е место в беге на 1500 м, 24-е на 1000 м и 27-е на 500 м.
В 2003 году на чемпионате Европы в Херенвене поднялась на 11-е место, а на чемпионате мира в спринте вновь была 26-й. В 2004 году она участвовала в последний раз на чемпионате Европы в Херенвене и заняла 18-е место. В том же году решила официально завершить карьеру.

## Личная жизнь
Кристина Эдьэд обучалась в начальной школе с 1982 по 1990 год, а в 1994 году окончила гимназию Кёльчея Ференца. В 1997 году окончила Технический колледж лёгкой промышленности на факультете упаковочных технологий, а в 1999 году закончила экономический факультет. С 1999 по 2001 год обучалась в Университете Корвина в Будапеште и получила степень магистра в маркетинге и экономике на факультете "упаковка как инструмент маркетинга" и работала в отделе маркетинга до апреля 2001 года. Она увлекается сёрфингом и нравится Формула-1, а также любит готовить выпечку. С 2004 и по 2011 год работала менеджером по работе с ключевыми клиентами в компании "SCA Packaging Hungary Kft", а с 2012 по 2019 год в компании "DS Smith" бизнес-аналитиком по коммерческому совершенству. С 2020 года и по-настоящее время менеджер проекта "Недавний автомобиль". Параллельно работала на канале "Eurosport" эксперт-комментатором по конькобежному спорту.

## Внешние ссылки
- - Профиль на сайте Международного союза конькобежцев isu
- - Результаты на the-sports.org
- - профиль на сайте shorttrackonline.info
- - Профиль на live.isuresults.eu